# لنا (نام کوچک)
لنا (lena) نامی بین‌المللی برای دختران است. به معنی "نور" یا "پرتو نور" یا "درخشان". این نام در زبان های مختلف به عنوان یک تغییر از چندین نام پیشین تکامل یافته است. در بیشتر زبان ها، اسم  لنا از هلن و هلنا می آید. لنا (Lena) در فارسی، آلمانی ، سوئدی ، فنلاند و برخی کشورهای دیگر دیده می شود.
لنا محبوب ترین نام دختران متولد شده در لهستان در سال 2013 بود و هم اکنون یک نام محبوب در کشورهای دیگر نیز هست.
اصالت  کلمه / نام :
عبری روسی ایرانی آلمانی یونانی هندی
منبع :
https://en.m.wikipedia.org/wiki/Lena_(name)

لنا نامی برای دختران و نیز یک نام خانوادگی‌ست. افراد شاخص با این نام از این قرارند:
- لنا کاتینا، خوانندهٔ گروه موسیقی پاپ تاتو
- لنا اولین
- لنا مایر-لاندروت
- لنا هورن
- لنا اختری
- لنا ملایی